# 失物招领 (2017年电影)
《失物招领》（英語：LOU）是美国皮克斯动画工作室制作的一部电脑动画短片，由戴夫·穆林斯（Dave Mullins）编剧和导演。短片于2017年3月12日在西南偏南电影节首映，之后于6月16日作为电影《Cars 3：閃電再起》的前导短片与其一同在院线发行。短片讲述了一所学校游乐场边失物招领箱中的小怪兽的故事，涉及校园霸凌、帮助他人等话题。

## 情节概要
在一所学校游乐场旁边的失物招领箱中住着一只小怪兽卢（Lou）。他的身体由箱子中的各种遗失物品组成，双眼是两颗棒球，身上还披着一件红色的帽衫。他的名字则来自失物招领箱（Lost and found）上掉落的三个字母。卢一直在箱子中默默看着孩子们玩耍，每天课间休息结束后，卢会出来把孩子们遗留在游乐场上的物品捡回失物招领箱，等待物品的主人找回。
孩子们玩耍时，游乐场上突然出现一个校园恶霸，他抢走其他孩子的足球、游戏机、毛绒玩具，放进自己的书包里。卢目睹了这一切，想要把他抢走的东西偷回来，但被他发现。两人都想夺回书包里的物品，于是在游乐场上追打起来。
在追打中，卢看到男孩内裤边上的标签，标签上写着他的名字。卢于是在箱子中找到了同样写着名字的一只毛绒玩具。这只玩具正是之前别的校园恶霸从手中抢走的。想要回玩具，却遭到卢的拒绝。在卢的要求下，把自己抢走的玩具还给受害者。最终不仅还回了自己抢走的东西，还把失物招领箱中的其他物品物归原主，并在帮助他人的过程中逐渐找到快乐。卢却因此失去了身体。最后回到箱子旁，发现卢已经消失不见，只留下他的玩具躺在箱子底。拿回玩具，其他的孩子也愉快地同他一起玩足球。

## 创作和制作

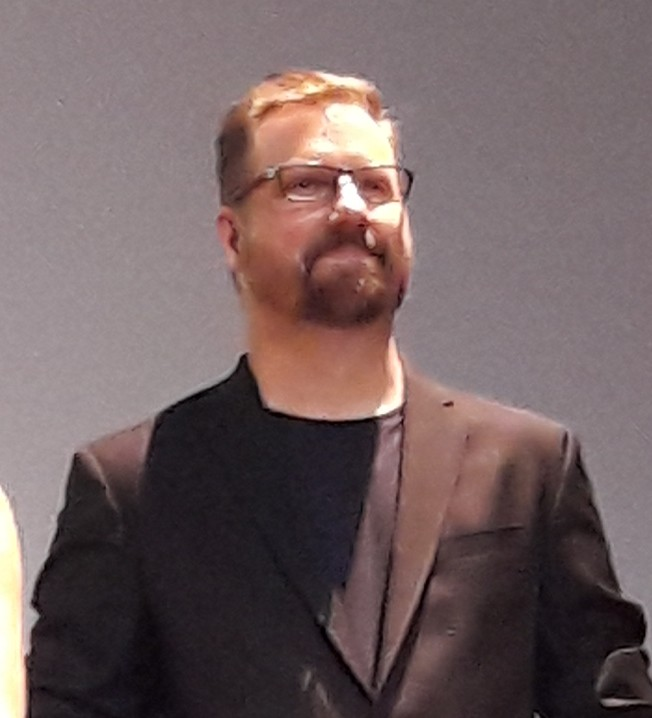
短片导演、编剧戴夫·穆林斯在2017年安錫國際動畫影展宣传短片

短片由戴夫·穆林斯（Dave Mullins）编剧导演，创作过程始于2012年。穆林斯此前曾参与制作皮克斯《海底总动员》、《超人特攻队》、《料理鼠王》、《飞屋环游记》和《头脑特工队》等电影，而《失物招领》是他导演的首部作品。穆林斯此前自2005年起便开始为皮克斯短片提供创意，但未能获得认可制作成片。他将这一构思创意介绍给皮克斯的管理层之后，首席创意官約翰·拉薩特称“这个角色看起来很难制作。我们就做这个！”，立即欣然接受。
穆林斯在童年时期经常搬家，因此难以融入新学校的生活。这段经历给他提供了创作灵感。他称当时会感觉自己在别人的眼中“好像不存在一样”，因此希望能够创造出一个在众目睽睽之下仍然能完美隐藏自己的角色。卢的角色以给予他人帮助为乐，穆林斯于是将配角设定为校园恶霸以作为衬托。他称校园恶霸欺凌他人常常是因为他们尚未形成道德准则，他们有时可能也会感到无助、不被人重视，而以错误的方式表达出来。如果能了解校园霸凌的动机，就能更好地解决这一问题。在短片中，内心希望能被其他孩子接纳，但以校园霸凌的方式伤害了其他人。卢教会他帮助别人，并传递了“真正的快乐来自给予”这一信息。
在创作过程中，穆林斯获得了彼特·達克特的帮助。短片将物品拟人化的风格也受到了彼特·達克特和宫崎骏的影响。影片中的角色参考了乔纳·波波在《熟男型不型》中的角色形象，强悍的同时内心又有些脆弱。最终制作中，制作组选择了曾在《头脑特工队》登场的一个背景人物为造型基础，其造型也有一部分来自穆林斯自己的外貌。短片中在游乐场玩耍的很多孩子也是《头脑特工队》中出现过的角色。的名字则来自穆林斯母亲的名字乔伊斯·简（Joyce Jean）。穆林斯称不愿以自己在高中时遭遇的恶霸为他命名，而是希望以自己爱的人为这一角色取名字。
在短片制作期间，穆林斯的父亲逝世，因此他在影片末尾加入了“献给爸爸”（For Dad）的字样。他的父亲热爱美式足球，穆林斯自己在青少年时期则热爱滑板。他于是在失物招领箱中加入了这两件物品，并将足球设定为贯穿全片的一个元素：在一开始抢走别人的足球，最终又靠足球融入大家。
短片中卢的形象形状多变，由数十件物品组成，时而分离、时而合为一体，成为制作过程中的一大难题。穆林斯称这一形象需要逐帧制作造型，类似定格动画的制作过程。皮克斯也为此使用了大量独立控制系统，仅嘴部就有约360个控制点。影片制作过程中还使用了皮克斯前一部短片中绘制沙砾的微粒系统，以描绘帽衫上的毛绒粒等细节。整部短片的制作于2016年夏季完成。

## 上映和反响
《失物招领》于2017年3月12日在美国西南偏南电影节首映。同年6月16日，短片与皮克斯长篇电影《Cars 3：閃電再起》一同登陆院线，作为其前导短片上映。
短片在上映后获得好评。美国文化杂志《名利场》撰稿人乔安娜·罗宾逊（Joanna Robinson）高度评价这部短片，认为其“有望获得奥斯卡奖”。她称短片的感情内核聚焦于校园霸凌这一长久不衰的话题，故事情节“迷人”；同时她还赞扬了短片中的人物动作在遵守物理规律的同时又有超越现实规律之处，展现了制作团队的精湛技艺，称皮克斯的动画技术是“非凡的杰作”。影评网站IndieWire评论人比尔·德索维兹（Bill Desowitz）则关注了短片的制作技术，称其“拓宽了动画的边界”。新西兰新闻网站Stuff.co.nz评论人詹姆斯·克鲁特（James Croot）更是称这部作品是“心酸而有力的完美作品”，堪称“皮克斯最优秀的一部短片”。
2018年，影片获得美国第90届奥斯卡金像奖最佳动画短片的提名，但最终负于《亲爱的篮球》而未能获奖。